# مارک پفرتزل
مارک پفرتزل (انگلیسی: Marc Pfertzel؛ زادهٔ ۲۱ مهٔ ۱۹۸۱) بازیکن فوتبال اهل فرانسه است.